# Chelonus petrovae
Chelonus petrovae är en stekelart som beskrevs av Mccomb 1965. Chelonus petrovae ingår i släktet Chelonus och familjen bracksteklar. Inga underarter finns listade i Catalogue of Life.